# Вард (футбольный клуб)
«Вард» (норв. Sportsklubben Vard Haugesund) — норвежский футбольный клуб из города Хёугесунн. Клуб был основан в 1916 году. Главными достижениями клуба являются выходы дважды в финал Кубка Норвегии, но в 1962 году он проиграл 0:2 Глёвик-Лин, а в 1975 году также потерпел поражение 0:2, на этот раз от Будё-Глимт. В 1976 году матчи клуба посещало в среднем 6300 зрителей. За последние десятилетия только в 1984 и 1990 годах играл в треьем дивизионе. В 1991 и 2003 годах занял первое место во втором дивизионе, а в 1984 году стал чемпионом третьего дивизиона.
В настоящее время играет во втором дивизионе после того, как вылетел из первого дивизиона в 2013 году. Домашней ареной служит стадион «Хёугесунн», который клуб занимает совместно с футбольным клубом первого дивизиона  «Хёугесунн».

## История
| Сезон |                 | Позиция | И  | В  | Н | П  | Кубок        | Прим.                        |
| ----- | --------------- | ------- | -- | -- | - | -- | ------------ | ---------------------------- |
| 2006  | Второй дивизион | 3       | 26 | 14 | 4 | 8  | Первый раунд |                              |
| 2007  | Второй дивизион | 4       | 26 | 12 | 6 | 8  | Второй раунд |                              |
| 2008  | Второй дивизион | 7       | 26 | 10 | 4 | 12 | Первый раунд |                              |
| 2009  | Второй дивизион | 2       | 26 | 17 | 5 | 4  | Первый раунд |                              |
| 2010  | Второй дивизион | 5       | 26 | 13 | 4 | 9  | Второй раунд |                              |
| 2011  | Второй дивизион | 2       | 26 | 13 | 5 | 8  | Первый раунд |                              |
| 2012  | Второй дивизион | ↗1      | 26 | 15 | 8 | 3  | Второй раунд | Продвинут на Первый дивизион |
| 2013  | Первый дивизион | ↘ 13    | 30 | 9  | 7 | 14 | Третий раунд | Опустился во Второй дивизион |
| 2014  | Второй дивизион | 3       | 26 | 12 | 5 | 9  | Третий раунд |                              |
| 2015  | Второй дивизион | 3       | 26 | 14 | 9 | 3  | Второй раунд |                              |
| 2016  | Второй дивизион | 4       | 26 | 11 | 7 | 8  | Второй раунд |                              |

## Игроки
- Самый известный игрок клуба — Анре Ларсен Окланд[англ.], игравший в сборной Норвегии по футболу[источник не указан 1409 дней].
- Воспитанником клуба является Александр Сёдерлунн, игравший за клуб в 2007 и 2010 годах[3].